# Anna Cockrell
Anna Cockrell (San Ramon, 28 augustus 1997) is een Amerikaans hordeloopster. 
Op de Olympische Zomerspelen van Tokio liep ze op de 400 meter horden. Drie jaar later, op de Olympische Zomerspelen van Parijs liep ze op deze afstand naar een zilveren medaille.

## Titels
- Pan-Amerikaanse Spelen kampioene 4 × 400 m - 2019
- NCAA-kampioene 100 m horden - 2021
- NCAA-kampioene 400 m horden - 2019, 2021
- NCAA-kampioene 4 × 400 m - 2018
- NCAA-indoorkampioene 4 × 400 m - 2018
- NACAC U23-kampioene 400 m horden - 2019
- Wereldkampioene U20 400 m horden - 2016
- Wereldkampioene U20 4 × 400 m - 2016
- Pan-Amerikaans U20 kampioene 400 m horden - 2015

## Persoonlijke records
Outdoor
| Onderdeel    | Prestatie | Datum           | Plaats     |
| ------------ | --------- | --------------- | ---------- |
| 400 m        | 53,39 s   | 17 april 2021   | Long Beach |
| 100 m horden | 12,54 s   | 10 juni 2021    | Eugene     |
| 400 m horden | 51,87 s   | 8 augustus 2024 | Parijs     |

Indoor
| Onderdeel   | Prestatie | Datum            | Plaats          |
| ----------- | --------- | ---------------- | --------------- |
| 60 m        | 7,48 s    | 28 januari 2023  | Fayetteville    |
| 200 m       | 23,16 s   | 26 januari 2018  | Fayetteville    |
| 300 m       | 38,78 s   | 19 december 2015 | Winston-Salem   |
| 400 m       | 53,65 s   | 16 februari 2024 | Fayetteville    |
| 60 m horden | 7,93 s    | 10 maart 2018    | College Station |

- World Athletics: 14486939